# Tony Young (Schauspieler)
Carleton Leonard „Tony“ Young (* 28. Juni 1937 in New York City; † 26. Februar 2002 in Hollywood) war ein US-amerikanischer Schauspieler.

## Leben
Der Sohn des vor allem für das Radio tätige Schauspieler Carleton G. Young schloss das Los Angeles City College ab und diente in der US-amerikanischen Luftwaffe. Er war als Page bei der NBC angestellt und begann 1959 seine schauspielerische Karriere in Western-Fernsehserien wie Bronco, Overland Trail und Am Fuß der blauen Berge. 1961 war er Hauptdarsteller der kurzlebigen wöchentlichen Serie Gunslinger. Kleinere Rollen in Kinowestern folgten. Ab Ende der 1960er Jahre verlegte sich Young auf Charakterrollen, vor allem in actionorientierten Filmen, weiteren Western und Blaxploitation-Werken. Weiterhin war er auch als Gastdarsteller für das Fernsehen gefragt. Er zog sich in den frühen 1990er Jahren von der Schauspielerei zurück und starb 2002 an Lungenkrebs.
Young war mit den Schauspielerinnen Connie Mason, Madlyn Rhue und Sondra Currie verheiratet. Alle drei Ehen blieben kinderlos und endeten durch Scheidung. Aus seiner langjährigen Beziehung zu Kathy Balaban ging eine Tochter hervor.

## Filmografie (Auswahl)
- 1961: Gunslinger (Fernsehserie, 12 Folgen)
- 1963: Die Revolverhand (He Rides Tall)
- 1964: Taggart
- 1969: Charro!
- 1970: Der Einsame aus dem Westen (Sledge)
- 1971: Chrom und heißes Leder (Chrome and Hot Leather)
- 1972: Spiel dein Spiel (Play It as It Lays)
- 1974: Sadomona – Insel der teuflischen Frauen (Policewomen)
- 1974: Barnaby Jones (Fernsehserie, 1 Folge)
- 1979: Guayana – Kult der Verdammten (Guyana, el crimen del siglo)